# シティ・オブ・シドニー
シティ・オブ・シドニー（City of Sydney）は、オーストラリア・ニューサウスウェールズ州の地方公共団体。

## 概要

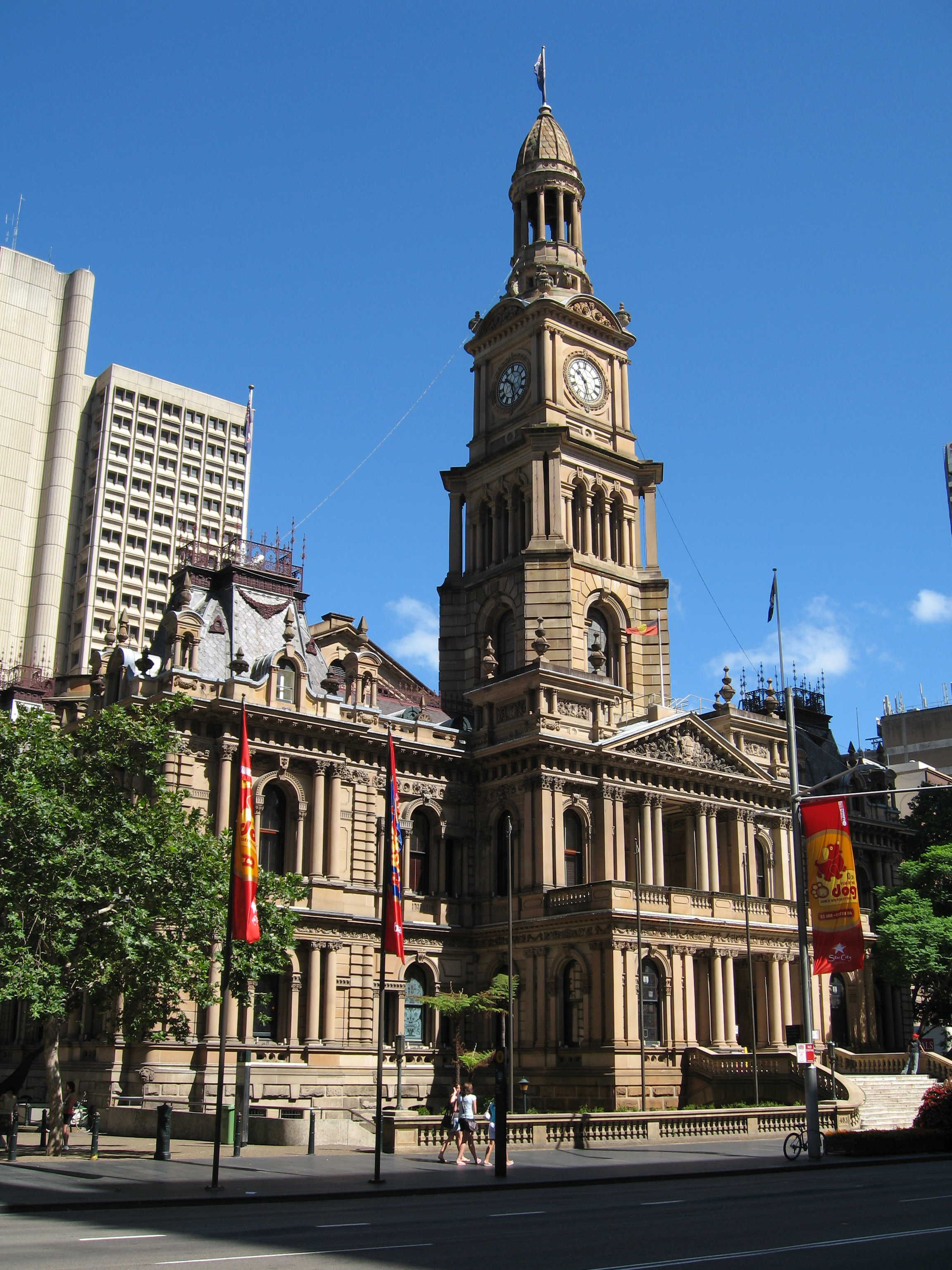
シドニー・タウンホール

シドニー中心業務地区（CBD）とCBDを囲む複数のサバーブより構成される。大都市シドニーの政治、経済、文化の中心であり、シティ・オブ・シドニーの市長はシドニー都市圏の代表を兼ねる。

## 地理
シティ・オブ・シドニーの中核をなすのはシドニー中心業務地区（CBD）である。
範囲は北辺をサーキュラー・キーとシドニー港に、東をマッコーリー通り、西辺と南辺をリヴァプール通りに囲まれた地区である。
2004年10月6日にシティ・オブ・サウス・シドニーの地域が併合された。
以下がその地域である。
 アレクサンドリア（en）、 ダーリントン（en）、 アスキンヴィル（en）、ニュータウン（en）、レッドファーン（en）、 ウォータールー（en）、パディントン（en）。

### 人口
| Religion                 | 2011    | 2006    |
| ------------------------ | ------- | ------- |
| 人口                     | 169,505 | 156,571 |
| 無宗教                   | 33.6%   | 23.7%   |
| カトリック               | 19.0%   | 18.3%   |
| 福音派                   | 9.0%    | 10.0%   |
| 仏教                     | 6.5%    | 5.2%    |
| 東方正教会               | 2.6%    | 2.6%    |
| 他の宗教、あるいは無申告 | 26.8%   | 40.2%   |

2011年の国勢調査に基づくと、シティ・オブ・シドニーには、169,505人の人が居住しており、2006年の156,571人から増加している。平均週給は888豪ドルであり、オーストラリア全体の平均週給である577ドルを大きく上回っている。シティ・オブ・シドニーに居住する73.6パーセントの人がアパートやユニットで生活しており、これは、オーストラリア全体の13.6パーセントと比較すると大きな違いである。

### 地域

#### サバーブ
構成ザバーブ
シティ・オブ・シドニーは以下のサバーブから構成されている。
| サバーブ名             | サバーブ名英語表記 | 郵便番号 | 画像 | 画像説明                                       | 備考                                       |
| ---------------------- | ------------------ | -------- | ---- | ---------------------------------------------- | ------------------------------------------ |
| アレクサンドリア       | Alexandria         | 2015     |      | 要明廟                                         |                                            |
| バランガルー           | Barangaroo         | 2000     |      | シドニー港コントロールタワー                   |                                            |
| ビーコンズフィールド   | Beaconsfield       | 2015     |      | ビーコンズフィールド公園                       |                                            |
| キャンパーダウン       | Camperdown         | 2050     |      | シドニー大学                                   | マリックヴィル・カウンシルとまたがる       |
| センテニアル・パーク   | Centennial Park    | 2021     |      | フェデレーション・パヴィリオン                 | シティ・オブ・ランドウィックとまたがる。   |
| チップンデイル         | Chippendale        | 2008     |      | 聖ベネディクト聖公会教会とノートルダム大学     |                                            |
| ダーリングハースト     | Darlinghurst       | 2008     |      | 聖ジョン聖公会教会                             |                                            |
| ダーリントン           | Darlington         | 2008     |      | キャリエッジワークス                           |                                            |
| ダウズポイント         | Dawes Point        | 2000     |      | シドニー・ハーバーブリッジ                     |                                            |
| エリザベス・ベイ       | Elizabeth Bay      | 2011     |      | ダーリング・ポイントから眺めたエリザベス・ベイ |                                            |
| アスキンヴィル         | Erskineville       | 2043     |      | アスキンヴィル通                               |                                            |
| エヴリー               | Eveleigh           | 2015     |      | オーストラリア・テクノロジー・パーク           |                                            |
| フォレスト・ロッジ     | Forest Lodge       | 2037     |      | ロス通り                                       |                                            |
| グリーブ               | Glebe              | 2037     |      | グリーブ・ポイント・ロード                     |                                            |
| ヘイマーケット         | Haymarket          | 2000     |      | シドニー・マーケット・シティ・ビルディング     |                                            |
| ミラーズポイント       | Millers Point      | 2015     |      | シドニー天文台                                 |                                            |
| ムーア・パーク         | Moore Park         | 2021     |      | シドニー・クリケット・グラウンド               |                                            |
| ニュータウン           | Newtown            | 2042     |      |                                                | マリックヴィル・カウンシルとまたがる       |
| パディントン           | Paddington         | 2021     |      | パディントン・タウンホール                     | ミュニシパリティ・オブ・ウラーラとまたがる |
| ポッツポイント         | Potts Point        | 2011     |      | ヴィクトリア通り                               |                                            |
| ピアモント             | Pyrmont            | 2009     |      | シドニー・フィッシュ・マーケット               |                                            |
| レッドファーン         | Redfern            | 2016     |      | ローソン通り                                   |                                            |
| ローズベリー           | Rosebery           | 2018     |      | レイクス・ホテル                               |                                            |
| ラッシュカッターズベイ | Rushcutters Bay    | 2011     |      | ラッシュカッターズ・ベイの風景                 |                                            |
| サリー・ヒルズ         | Surry Hills        | 2010     |      | サリー・ヒルズ図書館                           |                                            |
| シドニー中心業務地区   | Sydney CBD         | 2000     |      | QVB                                            |                                            |
| ザ・ロックス           | The Rocks          | 2000     |      | A.S.N. Warehouses                              |                                            |
| アルティモ             | Ultimo             | 2007     |      | パワーハウス・ミュージアム                     |                                            |
| ウォータールー         | Waterloo           | 2017     |      | ボタニー通り                                   |                                            |
| ウルムルー             | Woolloomooloo      | 2011     |      | ウルムルー湾とフィンガー埠頭                   |                                            |
| ゼットランド           | Zetland            | 2017     |      | ゼットランドのアパートメント                   |                                            |

## 歴史

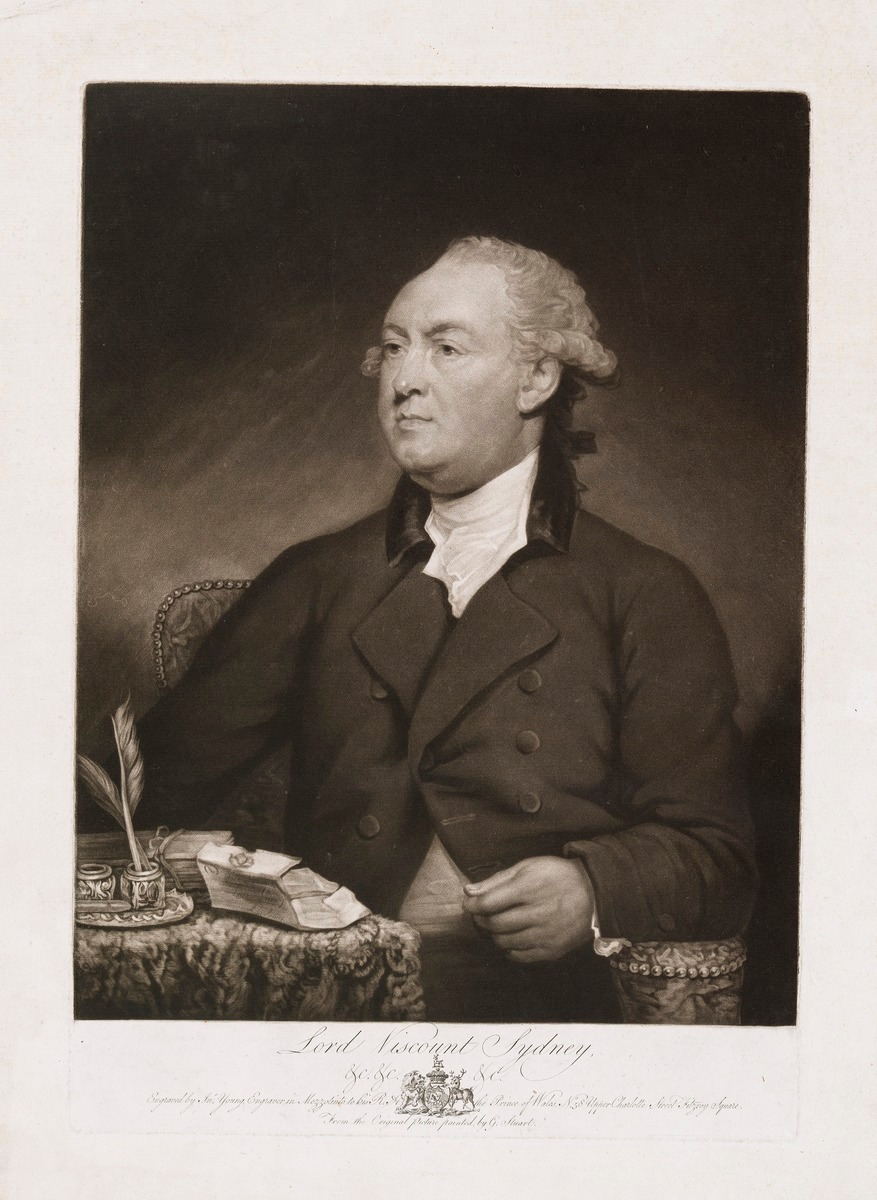
トーマス・タウンゼント

「Sydney」という地名は、シドニー湾に由来しているが、そのもともとは、1788年1月26日に、シドニーに流刑地を設立したアーサー・フィリップ総督が、トマス・タウンゼンド (初代シドニー子爵)にちなんで名づけたものである。シドニー子爵は内務大臣 (イギリス)であり、フィリップを総督に任命した人物である。彼はオーストラリアをアメリカに代わる流刑植民地にしようと構想していた。
現在のシティ・オブ・シドニーの原型は、1842年6月20日に形成された。当時の領域は、現在のサバーブでいえば、東はウルムルー、サリー・ヒルズ、南はチップンデイル、西はピアモントを含む。面積は、11.65平方キロメートルであった。
シティ・オブ・シドニーの境界は、1900年以降、しばしば変更されてきた。1909年には、ミューニシパリティ・オブ・キャンパーダウン（現在のキャンバーダウン）を併合した。さらに、1949年には、アレクサンドリア、ダーリントン、アスキンヴィル、ニュータウン、レッドファーン、グリーブ、ウォータールー、パディントンが併合された。1968年には、これらのサバーブの多くが新設されたシティ・オブ・サウス・シドニーに含まれるようになったため、境界の大幅な変更が実施された。
サウス・シドニーは1982年に、再度、シティ・オブ・シドニーに併合されたが、1988年に成立した「the City of Sydney Act」に基づいて、再分離した。その際には、シティ・オブ・シドニーの面積は6.19平方キロメートルに縮小した。しかしながら、2004年に、再度、この2つのシティは併合することとなり、2011年現在、17万人の人口を抱える。

## 対外関係

### 姉妹都市・提携都市
姉妹都市
シティ・オブ・シドニーは以下の6つの都市と姉妹都市である。
| 都市名             | 国名                             | 地域名                                            | 提携年月日                |
| ------------------ | -------------------------------- | ------------------------------------------------- | ------------------------- |
| サンフランシスコ市 | アメリカ合衆国                   | カリフォルニア州                                  | 1968年（昭和43年）        |
| 名古屋市           | 日本国                           | 中部地方 愛知県                                   | 1980年（昭和55年）9月16日 |
| ウェリントン       | ニュージーランド王国             | ウェリントン地方                                  | 1982年（昭和57年）        |
| ポーツマス市       | イギリス連合王国イングランド王国 | サウス・イースト・イングランド地方 ハンプシャー州 | 1984年（昭和59年）        |
| 広州市             | 中華人民共和国                   | 広東省                                            | 1985年（昭和60年）        |
| フィレンツェ市     | イタリア共和国                   | トスカーナ州 フィレンツェ県                       | 1986年（昭和61年）        |

提携都市
- パリ（フランス共和国、1998年から）
- ベルリン（ドイツ連邦共和国、2000年から）
- アテネ（ギリシャ共和国、2000年から）
- ダブリン（アイルランド共和国、2002年から）
- シカゴ（アメリカ合衆国、2019年から）
- 武漢市（中華人民共和国、2014年から）

## 観光

### 観光スポット
シティ・オブ・シドニーにおける主要部
- ブロードウェイ（Broadway）
- セントラル（Central）
- チャイナタウン_(シドニー)（Chinatown)
- サーキュラー・キー
- ダーリングハーバー
- ザ・ドメイン
- イーストシドニー（East Sydney）
- ガーデン島_(ニューサウスウェールズ州)（Garden Island）
- ゴート島_(ポートジャクソン湾)（Goat Island）
- グリーン・スクウェア_(ニューサウスウェールズ州)（Green Square）
- キングス・クロス_(シドニー)
- マクドナルドタウン_(ニューサウスウェールズ州)（Macdonaldtown）
- レールウェイ・スクウェア_(シドニー)（Railway Square）
- ストロベリー・ヒルズ_(ニューサウスウェールズ州)（Strawberry Hills）
- ウィンヤード_(シドニー)（Wynyard）